# Slæng
Gods kan løftes om bord på et skib i et slæng. Et slæng kan bestå af en enkelt kasse eller et net med flere stykker gods der løftes om bord samtidig.
| Skib | Spire Denne artikel om skibe eller både er en spire som bør udbygges. Du er velkommen til at hjælpe Wikipedia ved at udvide den. |